# 星座愛情獅子女
《星座愛情獅子女》（英語：Leo），2015年臺灣單元劇。本劇為《星座愛情系列》第二部曲。由柯佳嬿、黃騰浩、姚以緹、白梓軒領銜主演。民視於2015年4月19日晚上10點首播，民視於2015年6月14日播出最終回，全劇共9集。東森綜合台於2015年4月25日晚上10點播出，接檔《星座愛情牡羊女》。

## 劇情大綱
劇情描述一對夫妻離婚後破鏡重圓的故事， 當女人遇上男人，就開始了一道選擇題，我們適合做夫妻、戀人，還是朋友？
但是我們永遠不知道正確答案是什麼，除非，你和他能堅持走完人生這一遭。
獅子座女人，三十歲以前，嚮往轟轟烈烈的愛情，三十歲以後，她更想要的是一個在他面前可以真實做自己的男人。
她貪心的想打造一個他，這個他是妳的愛人，是最懂妳的家人，在往後無數個未來裡，他還是妳永遠的摯友。

## 播出時間

### 首播
| 頻道        | 所在地 | 播映日期       | 播出時間                 |
| ----------- | ------ | -------------- | ------------------------ |
| 民視無線台  | 臺灣   | 2015年4月19日  | 每週日 22:00-23:30       |
| WINHD戲劇台 | 臺灣   | 2015年4月19日  | 每週日 22:00-23:30       |
| 東森綜合台  | 臺灣   | 2015年4月25日  | 每週六 22:00-23:30       |
| 龍華偶像台  | 臺灣   | 2015年4月26日  | 每週日 20:30-21:55       |
| 東森超視    | 臺灣   | 2015年11月14日 | 每週六 18:00-19:30       |
| Now觀星台   | 香港   | 2015年11月10日 | 每週一至週五 22:00-23:00 |

### 重播
| 頻道       | 所在地 | 播映日期      | 播出時間           |
| ---------- | ------ | ------------- | ------------------ |
| 民視無線台 | 臺灣   | 2015年4月26日 | 每週日 12:30-14:00 |
| 東森綜合台 | 臺灣   | 2015年4月26日 | 每週日 13:00-14:30 |
| 龍華偶像台 | 臺灣   | 2015年5月2日  | 每週六 06:30-08:00 |
| 龍華偶像台 | 臺灣   | 2015年5月2日  | 每週六 14:30-16:00 |
| 龍華偶像台 | 臺灣   | 2015年5月3日  | 每週日 19:00-20:30 |
| 龍華偶像台 | 臺灣   | 2015年5月9日  | 每週六 05:00-06:30 |
| 龍華偶像台 | 臺灣   | 2015年5月9日  | 每週六 13:00-14:30 |

## 瑪法達觀點
| 條目       | 集數  | 內容                                                                                     |
| 第一條     | 第1集 | 別想叫你的獅女郎婚后辭去工作，為愛犧牲，事業成就是她的熱愛。                             |
| 第二條     | 第1集 | 獅子女有強烈英雄崇拜情節，能令她們心動的另一半，必定是某領域的佼佼者。                   |
| 第三條     | 第1集 | 別輕易挑戰獅子女王的權威，要她收回成命，最好預先做好「代價慘烈」的心理準備。             |
| 第四條     | 第1集 | 交友挑剔的獅子座女人，只要在定義內的朋友有難，一定兩肋插刀、義不容辭。                   |
| 第五條     | 第1集 | 要擒獲獅子女王芳心，戲劇與誇張絕對必要。愛她，就是要讓全世界都知道。                     |
| 第六條     | 第2集 | 獅子座女人，只要給她一根指揮棒，她就能指揮全世界。                                       |
| 第七條     | 第2集 | 如果你看到了大貓陽光背後的陰影，那你肯定在她心中佔有一席之地。                           |
| 第八條     | 第2集 | 爽朗、大方，兼具女人迷人與女孩迷糊特質的獅子女，是許多男人心中難忘的至愛。               |
| 第九條     | 第2集 | 獅子座女人揮舞著利爪的同時，其實受傷最深的是她自己...                                    |
| 第十條     | 第2集 | 獅子座女人，拒絕曖昧，並且裝傻功力一流，直到你死了心為止。                               |
| 第十一條   | 第3集 | 刀子嘴豆腐心的獅子女，對你話說得越絕，代表她越在乎你。                                   |
| 第十二條   | 第3集 | 當獅子熟女遇上青春嫩妹，女人魂瞬間點燃，變老兩字只能自己說出口，他人一律殺無赦！！       |
| 第十三條   | 第3集 | 獅子座女人，雖然腳踩高跟，身穿名牌，但心裡永遠住個純真小孩，那雙眼睛，到老依然清亮。     |
| 第十四條   | 第3集 | 哪個女人不愛甜言蜜語？想追獅子女？請先成為她的頭號粉絲！                                 |
| 第十五條   | 第4集 | 當眾出糗是獅子女王頭號大忌，有人英雄救美，則讓「意外」等同「示愛」。                     |
| 第十六條   | 第4集 | 習慣掌控的獅子女，不愛受人擺佈，無法主導的場合，不是沉默，就是暴走。                     |
| 第十七條   | 第4集 | 別在獅子女耳邊碎碎念，她不喜歡男人太瑣碎，就算你長得比金城武還帥也不例外。               |
| 第十八條   | 第4集 | 有話直說的獅子女，偶而也會出於善意說謊，因為她們了解被傷害的滋味是什麼。                 |
| 第十九條   | 第5集 | 別來陰的，和獅子女光明正大的競爭，反讓她敬重三分。對於那些勇於說愛的人，她是自嘆不如的。 |
| 第二十條   | 第5集 | 別問她們，妳想清楚了？獅子女是行動派，光想沒用，總要真去做了才知道！                     |
| 第二十一條 | 第5集 | 獅子女是用生命去愛。當愛已逝，儘管故作大方、釋懷，但那些過去，卻都還活在生命裡。         |
| 第二十二條 | 第5集 | 獅子女在可以撒野的人面前會忍不住孩子氣，看到對方拿自己沒辦法的表情就開心。               |
| 第二十三條 | 第6集 | 對獅子女來說，工作出錯無疑是嚴重打擊。她們通常對工作抱著很強的榮譽心。                   |
| 第二十四條 | 第6集 | 獅子女不喜歡被安慰，這讓她們覺得自己是弱者。更痛恨被當面指責，這讓她們覺得沒面子。       |
| 第二十五條 | 第7集 | 別限制你的獅子女，請給她最大空間，你會發現，在她的自由裡你最重要。                       |
| 第二十六條 | 第7集 | 獅子女不管長到幾歲，心裡永遠有個天真、頑皮的小孩。                                       |
| 第二十七條 | 第7集 | 驕傲、自信的獅子女，不愛嬌柔示弱，除非危及家人，否則不輕易求救。                         |
| 第二十八條 | 第7集 | 不願讓人擔心而很少吐苦水的獅子女，對家人的問候多是報喜不報憂。                           |
| 第二十九條 | 第8集 | 想追獅子女？你必須要很有耐心。慢慢來，不然她拒絕得比誰都快。                             |
| 第三十條   | 第8集 | 勇於冒險犯難的獅子女，陷入絕境時，也渴望英勇王子的拯救。                                 |
| 第三十一條 | 第8集 | 獅子女從不吃回頭草，除非那人是她錯過的真愛。                                             |
| 第三十二條 | 第9集 | 面對舊愛獅子女很難釋懷，因為他們曾經用盡全力愛過。                                       |
| 第三十三條 | 第9集 | 被好友背叛，第一個想起的傾訴對象，一定在她心底佔著最重的份量。                           |
| 第三十四條 | 第9集 | 獅子女不會允許自己休息太久，她們會很快重回戰場，帶著更高昂的鬥志。                       |
| 第三十五條 | 第9集 | 表面上獅子女把愛說得理智，但對待感情卻感性到不行。                                       |
| 第三十六條 | 第9集 | 把思念寫成日記，不想打擾，卻日日夜夜想著，這就是獅子女的矛盾。                           |

## 演員列表

### 主要演員
| 演員   | 角色         | 介紹                                                                             | 登場集數              |
| 柯佳嬿 | 劉俐人       | 33歲，驕傲獅子女，璀璨藝能ㄧ姐，皓宇的前妻。                                     | align="center"\| 全劇 |
| 黃騰浩 | 陳皓宇       | 33歲，俐人的前夫，保全公司隨扈，保護名流。心潔曾經的男友。                       | align="center"\| 全劇 |
| 姚以緹 | 何心潔       | 23歲，空手道美少女，保全公司老闆女兒。皓宇曾經的女友。                           | align="center"\| 全劇 |
| 白梓軒 | Michael 麥可 | 38歲，璀璨藝能總經理，俐人的上司。與俐人重逢後，再度追求俐人，並與俐人短暫交往。 | 2-9                   |

### 其他演員
| 演員     | 角色         | 介紹                                                           | 登場集數 |
| 洪都拉斯 | 劉順發       | 60歲，俐人、可人的父親，順發餃子館的老闆。                     | 全劇     |
| 鍾欣凌   | 林美如       | 58歲，俐人、可人的母親，順發餃子館的老闆娘。                   | 全劇     |
| 曾安琪   | 李明娟       | 33歲，原為俐人同事後為Michael的秘書。                          | 1-2,4-9  |
| 陳謙文   | 小高(高敬華) | 28歲，皓宇的同事，也是平常一起出任務的好搭檔。對皓宇頗為尊敬。 | 1-5      |
| 林懷馨   | 劉可人       | 24歲，打工族，以網路『水餃正妹』出道，俐人的妹妹。             | 1-3,5-9  |

### 客串演出
| 演員   | 角色     | 介紹                                                           | 登場集數 |
| NONO   | 主持人   | 大胃王比賽主持人                                               | 1        |
| Janet  | 成立潔   | 大牌歌手                                                       | 1,6      |
| 小甜甜 | 心潔友人 | 咖啡店員工                                                     | 1        |
| 庹宗華 | 何父     | 55歲，何董事長，心潔的父親，皓宇的老闆。底下員工習慣稱他教頭。 | 2-4,8-9  |
| 小花   | 小花     | 成立潔粉絲                                                     | 2        |
| 金寶三 | 星探     |                                                                | 2-3      |
| 錢俞安 | 大偉     | 可人好友                                                       | 7        |

## 電視劇歌曲
| 曲別   | 歌名       | 演唱者 | 作詞         | 作曲           |
| 片頭曲 | 女王的條件 | 曾靜玟 | 非非         | 秦旭章         |
| 片尾曲 | 可惜       | 郭靜   | 艾怡良、艷薇 | 劉偉德、吳夢奇 |
| 插曲   | 堅強過頭   | 曾沛慈 | 黃婷         | 葉懷佩         |
| 插曲   | 還是愛著你 | 韋禮安 | 韋禮安       | 韋禮安         |
| 插曲   | 找回自己   | 謝沛恩 | 戴蕙心       | 戴蕙心         |
| 插曲   | 你已不像你 | 林隆璇 | 林隆璇       | 林隆璇         |

## 收視率

### 民視
| 日期          | 集數       | 收視率 | 收視排名 | 備註               |
| ------------- | ---------- | ------ | -------- | ------------------ |
| 2015年4月19日 | 1          | 0.86   | 2        | 每週日晚上10點首播 |
| 2015年4月26日 | 2          | 0.79   | 2        | 聽見幸福1.78       |
| 2015年5月3日  | 3          | 0.91   | 2        | 聽見幸福1.81       |
| 2015年5月10日 | 4          | 0.99   | 2        | 聽見幸福1.93       |
| 2015年5月17日 | 5          | 0.95   | 2        | 聽見幸福2.22       |
| 2015年5月24日 | 6          | 1.01   | 2        | 聽見幸福2.44       |
| 2015年5月31日 | 7          | 0.92   | 2        | 他看她的第二眼1.33 |
| 2015年6月7日  | 8          | 0.88   | 2        | 他看她的第二眼1.72 |
| 2015年6月14日 | 9          | 0.92   | 2        | 他看她的第二眼1.98 |
| 平均收視率    | 平均收視率 | 0.92   | 2        |                    |

- 同時段偶像劇：台視《聽見幸福》/《他看她的第2眼》、中視《超級大英雄》、華視《咱們結婚吧》
- 由AGB尼爾森調查，調查範圍是四歲以上收看電視之觀眾。

## 場景
- 香川屋
- 第一銀行
- UNO咖啡廳
- 靜SPA會館
- 中國城酒店
- 熱海大飯店
- 陸光小吃館
- 小日子書店
- 內湖運動公園
- 維康藥局陽明外店
- 東眼山國家森林公園
- 福容飯店淡水漁人碼頭
- 大江購物中心
- 台茂購物中心

雙北地區
- 板橋435藝文特區
- 新北市政府警察局
- 新北市海山分局江翠派出所
- 新北市新店分局江陵派出所
- 臺北市政府消防局大湖分隊

## 製作團隊
- 導演：楊冠玉、周曉鵬
- 編劇：張李怡君
- 監製：星象專家瑪法達
- 剪輯：陳小菁
- 製作人：徐嘉森、吳金瑛
- 製作公司：魔力傳媒時代股份有限公司
- 後期製作：盛達影像
- 協助拍攝：新北市協拍中心、台北市協拍中心
- 冠名贊助單位：COTTON USA美國棉

## 外部連結
- 官方網站 （页面存档备份，存于）－民視
- 官方網站－東森綜合台
- 星座愛情獅子女的Facebook專頁
- 星座愛情獅子女 4gTV 四季線上

| 臺灣 民視無線台 每週日 22:00 - 23:30           | 臺灣 民視無線台 每週日 22:00 - 23:30            | 臺灣 民視無線台 每週日 22:00 - 23:30 |
| ---------------------------------------------- | ----------------------------------------------- | ------------------------------------ |
|                                                | 星座愛情獅子女 （2015年4月19日－2015年6月14日） |                                      |
| 星座愛情牡羊女 （2015年2月8日－2015年4月12日） | 星座愛情雙魚女 （2015年6月21日－2015年8月23日） |                                      |

| 臺灣 WINHD戲劇台 每週日 22:00 - 23:30          | 臺灣 WINHD戲劇台 每週日 22:00 - 23:30           | 臺灣 WINHD戲劇台 每週日 22:00 - 23:30 |
| ---------------------------------------------- | ----------------------------------------------- | ------------------------------------- |
|                                                | 星座愛情獅子女 （2015年4月19日－2015年6月14日） |                                       |
| 星座愛情牡羊女 （2015年2月8日－2015年4月12日） | 星座愛情雙魚女 （2015年6月21日－2015年8月23日） |                                       |

| 臺灣 東森綜合台 每週六 22:00 - 23:30        | 臺灣 東森綜合台 每週六 22:00 - 23:30            | 臺灣 東森綜合台 每週六 22:00 - 23:30 |
| ------------------------------------------- | ----------------------------------------------- | ------------------------------------ |
|                                             | 星座愛情獅子女 （2015年4月25日－2015年6月20日） |                                      |
| 爸爸回來了 （2015年1月17日－2015年4月18日） | 星座愛情雙魚女 （2015年6月27日－2015年7月25日） |                                      |

| 臺灣 龍華偶像台 每週日 20:30 - 21:55            | 臺灣 龍華偶像台 每週日 20:30 - 21:55            | 臺灣 龍華偶像台 每週日 20:30 - 21:55 |
| ----------------------------------------------- | ----------------------------------------------- | ------------------------------------ |
|                                                 | 星座愛情獅子女 （2015年4月26日－2015年6月21日） |                                      |
| 我愛你愛你愛我 （2015年4月12日－2015年4月19日） | 星座愛情雙魚女 （2015年6月28日－2015年8月30日） |                                      |

| 香港 Now觀星台 每週一至週五 22:00 - 23:00               | 香港 Now觀星台 每週一至週五 22:00 - 23:00                | 香港 Now觀星台 每週一至週五 22:00 - 23:00 |
| ------------------------------------------------------- | -------------------------------------------------------- | ----------------------------------------- |
|                                                         | 星座女人系列 - 獅子座 （2015年11月10日－2015年11月27日） |                                           |
| 星座女人系列 - 牡羊座 （2015年10月20日－2015年11月9日） | 小站 （2015年11月30日－2015年12月31日）                  |                                           |